# Csekey Sándor
Csekey Sándor  (Alsóvárad, 1896. április 22. – Budapest, 1956. február 11.) református lelkész, teológiai doktor, egyháztörténész, a Budapesti Református Teológiai Akadémia tanára 28 éven át.

## Élete
Középiskolai tanulmányait Pápán végezte, majd 1914 és 1918 között Budapesten teológiát tanult. 1920 és 1922 között Edinburghban, majd 1922-től 1923-ig az amsterdami Szabad Egyetemen folytatott tanulmányokat. Itt lett az úgynevezett „történelmi kálvinizmus” teológiai irányzatának a híve. Skóciai és hollandiai útjáról hazatérve különböző kisebb egyházi szolgálati helyeken tevékenykedett, majd 1925-től Debrecenben rendszeres teológiai doktori, 1928-ban Budapesten ószövetségi tudományi, 1929-ben Sárospatakon egyháztörténeti magántanári oklevelet szerzett. 1928-tól a Budapesti Teológiai Akadémián Egyháztörténeti Tanszékének helyettes, 1929-től haláláig rendes tanára volt. 1933 és 1948 között egyben a Ráday Könyvtár és a Protestáns Menza vezetői, 1944 és 1947 között a Teológiai Akadémia igazgatói tisztségét is viselte. 1956-ban hosszú betegeskedés után hunyt el 59 éves korában.

## Művei

### Folyóiratcikkek
Több folyóiratcikke látott napvilágot Magyar Kálvinizmusban (Pap vagy prédikátor, 1934; Az Institutio jelentősége és hatása, 1936; A magyar reformáció socialis üzenete, 1936; A 16. és 17. század ref. igehirdetése, 1938). 1943 és 1944 között szerkesztette a Református Theologiát.

### Önállóan megjelent művek
- Miért van szükség templomra (Prédikáció Klotildligeten). (Budapest, 1937.)
- A ref. vasárnapi iskola. (Budapest. 1937.) .
- Budapest reformációja. (Budapest, 1938.)
- Ámós próféta könyve. (Budapest. 1939.)
- Károli Gáspár emlékezete. (Budapest. 1940.)
- Ige és élet (Előadások stb.) (Budapest. 1940.)
- Evangelizáció a dunamelléki egyházkerületben 1890-től napjainkig. (Budapest. 1941.)
- Isten szuverénitása az egyház életében. (Budapest. 1942.)
- Ref. templomok története a dunamelléki egyházkerületben. (Budapest. 1942.)